# Bjǫrn Ásbrandsson
Bjǫrn Breiðvíkingakappi Ásbrandsson (* um 960; † nach 1030) war eine Person der Wikingerzeit. Er erscheint in den Isländersagas, insbesondere der Eyrbyggja saga. Er war Bauer, Krieger, Verbannter, Jomswikinger und wikingerzeitlicher Einwanderer Nordamerikas (Vinlands). Breiðvíkingakappi ist kein Vorname, sondern ein Beiname („Breitwikingerkämpfer“), Ásbrandsson ist ein Patronym.

## Leben

### Jugend und Verbannung
Bjǫrn Ásbrandsson kam um 960 auf dem Hof Kambr in der Nähe des Berges Helgafell auf der Halbinsel Snæfellsnes in Island zur Welt.  Sein Vater Ásbrandr war Bauer, der in bescheidenen Verhältnissen lebte. Bjǫrn war von kräftiger Natur, hatte einen ungestümen und hitzigen Charakter und zeigte früh kämpferische Fähigkeiten. 
Als junger Mann verliebte er sich in Þuríðr Barkardóttir vom Nachbarhof Fróðá, die junge, verwitwete und begüterte Schwester des Goden Snorri Þorgrímsson (963–1031). Obwohl von einflussreichen Männern als Ehefrau begehrt, die auch dem Goden Snorri genehm waren, entschied sich Þuríðr, Witwe des Schiffsführers und Kriegers Þorbjǫrn digri, für Bjǫrn Ásbrandsson. Ein verschmähter Bewerber namens Þóroddr und seine Freunde sannen deshalb auf Vergeltung und planten einen hinterhältigen Überfall. Auch der auf seine Ehre bedachte Gode Snorri, der dem Þórsnes-Thing auf der Halbinsel Snæfellsnes vorstand, sah in dem nicht standesgemäßen Verhältnis zwischen Bjǫrn und Þuríðr seine Macht und seinen Einfluss im Godentum gefährdet.
Als Bjǫrn sich eines Tages von Fróðá kommend auf dem Heimweg befand, überfielen ihn fünf Mann unter Führung von Þóroddr. Bjǫrn war jedoch vorgewarnt, entsprechend bewaffnet und verteidigte sich verbissen. So konnte er trotz Verwundung zwei Angreifer erschlagen, während die anderen drei flohen. Snorri erfuhr von dem Vorfall, der auf dem Þórsnes-Thing (um 985) verhandelt wurde. „Der Ausgang der Verhandlung war, daß Asbrand sich für seinen Sohn Björn verpflichtete Buse für zwei Totschläge zu zahlen. Björn selbst wurde auf drei Jahre geächtet, und noch in demselben Sommer (985) verließ er Island. In dem Sommer bekam auch Thurid zu Frodey am Breitfjord einen Sohn. Der wurde Kjartan genannt …“

### Als Jomswikinger in Pommern und Schweden
In der gleichen nordischen Quelle wurden weitere Details seines Lebensweges überliefert: „Als aber Björn in See gestochen war, fuhr er südwärts nach Dänemark und von dort weiter nach der Jomsburg. Damals herrschte Palnatoki über die dortigen Wikinger. Björn trat daselbst in ihren Verband und erhielt den Titel `Kämpe` (Kämpfer)“. Der verbannte Isländer gelangte an Pommerns Küste, als in Dänemark Machtkämpfe zwischen König Harald Blauzahn und seinem nach Reich und Königskrone strebenden Sohn Sven Gabelbart ausbrachen und zum Bürgerkrieg führten, der sich auch auf den Kriegerverband der Jomswikinger auswirkte. Des Weiteren verwickelten sich die Jomswikinger in kriegerische Auseinandersetzungen mit den Schweden. Bjǫrn genoss als Seekrieger alsbald das Vertrauen des greisen Jarls Palnatoki von Fünen und insbesondere des jungen Styrbjörns des Starken, dem nach Palnatoki damals zweitmächtigsten Häuptling der Jomswikinger. Styrbjörn war zugleich Anwärter auf den schwedischen Königsthron und lag deshalb in Fehde mit seinem Onkel Erik Segersäll von Alt-Uppsala, der 975 seinen Vater, König Olof II. Björnsson, entmachtet hatte und ihm den väterlichen Thron vorenthielt. König Erik war zudem durch seine Heirat mit Prinzessin Świętosława, bekannt als Sigríðr stórráða in den nordischen Sagas und Tochter Herzogs Mieszko I., der einst den dänischen Wikingern den Gau Jom zur Ansiedlung übereignet hatte, Schwiegersohn des polnischen Herrschers geworden. Damit war eine gefährliche Mächtegruppierung entstanden, die Styrbjörn mit den Jomswikingern auseinanderbrechen wollte.
Als der dänische König Harald Blauzahn aus der im Oktober 986 erfolgten Seeschlacht mit Sven Gabelbart bei der Insel Bornholm als Unterlegener schwer verwundet nach Pommern flüchtete und dort am Allerheiligentag verstarb, eröffneten die Jomswikinger den Krieg gegen Schweden. Streitmacht und Flotte der Invasoren drangen anscheinend beim späteren Stockholm tief in das Hinterland bis zum Mälarsee vor und plünderten und zerstörten das Handelszentrum Birka auf der Insel Björkö. Danach wollte Styrbjörns Streitmacht gegen den schwedischen Königssitz Alt-Uppsala vorrücken und König Erik stürzen. Am Fluss Fyris wurden die Invasoren jedoch von Aufgeboten des Schwedenkönigs zum Stehen gebracht und in eine Schlacht in der Fyrisebene verwickelt, in der die als unüberwindlich geltenden Jomswikinger geschlagen wurden. Viele Jomswikinger verloren dabei ihr Leben, so auch der Anführer Styrbjörn. Wenigen gelang die Flucht über See in die pommersche Ausgangsbasis Jomsburg zurück, darunter Bjǫrn Ásbrandsson. Auf diese Schlacht, die auch auf schwedischen und dänischen Runensteinen bezeugt ist, nimmt die gleiche Quelle wie folgt Bezug: „Björn Asbrandsson zog auch mit nach Schweden, als die Seekrieger der Jomsburg den Styrbjörn unterstützten. Er nahm auch teil an der Schlacht in der Niederung der Fyris, wo Styrbjörn fiel, und konnte sich mit anderen Wikingern in den Wald flüchten. So lange Palnatoki aber lebte, war Björn bei ihm und zeigte sich als der tüchtigste Krieger …“ Als Palnatoki, der Herr der Jomswikinger und Gründer der Jomsburg, während dieser Zeit verstarb, verließ sein isländischer Vertrauter den Gau Jom in Richtung Heimat, zumal er mit Palantokis Nachfolger in Pommern, dem schonischen Adligen Sigvaldi Haraldsson, nicht zurechtkam und auch die Frist seiner dreijährigen Verbannung abgelaufen war.

### Neuer Zwist in Island und Auswanderung
Als Bjǫrn Ásbrandsson nach Island zurückkehrte, übernahm er zunächst den Hof seines verstorbenen Vaters in Kambr und bewirtschaftete ihn erfolgreich. Er erneuerte auch das Verhältnis zu seiner Geliebten Þuríðr, um die sein Widersacher Þóroddr mit Billigung des Goden Snorri noch immer warb. Damit entstanden, angestachelt von Þóroddr, für Bjǫrn neue Zerwürfnisse mit dem Goden Snorri. Ein Kampf zwischen Snorri und Bjǫrn konnte aber durch Mittelsmänner verhindert werden. Nach einer Zusammenkunft zwischen dem Goden und Bjǫrn wurden die Feindseligkeiten dadurch beigelegt, dass Bjǫrn etwa im Jahr 998 mit unbekanntem Ziel seine Heimat Island verließ.

### Im „Hvítramannaland“ oder „Vinland“
In jener Zeit machten die Isländer als Seefahrer und Entdecker von sich reden. Zugleich fabelte man in Island vor der Jahrtausendwende viel von einem Land „Groß-Irland“ oder „Hvitramannaland“, das heißt „Weißmännerland“, das eine im fernen Westen, anscheinend an der Küste Nordostamerikas, gegründete irische Kolonie gewesen sein soll. Der norwegische Wikinger Bjarni Herjólfsson sichtete während einer Irrfahrt zwischen Island und Grönland 987 weit im Westen dreimal neues Land, ging aber nicht an Land. Es kursierten Gerüchte, dass ein Isländer namens Ari Másson aus Reykhólar in Hvítramannaland gefangen gehalten werde.
986 hatte der Wikinger Erik der Rote das südliche „Grüne Land“ (Grönland) entdeckt, das er mit etwa 300 isländischen Auswanderern besiedelte. Aus Eriks Familie gingen weitere Entdecker hervor. Sein Sohn Leif Eriksson entdeckte auf den Spuren Bjarni Herjólfssons von Südgrönland aus nordamerikanische (kanadische) Gestade, die er in den Jahren 1000/01 fand und näher untersuchte: Helluland, Markland und Vinland. In Vinland gründete Leif mit Leifsbudir die erste Niederlassung der Wikinger auf amerikanischen Boden. Thorvald Eriksson, der Bruder Leifs, begab sich kurz danach, anscheinend in den Jahren von 1002 bis 1004, auf eine weitere „Vinlandexpedition“. Im Gegensatz zu Leif traf er zum ersten Mal mit den Bewohnern des Landes, den Skrälingern, wie die Wikinger die dortigen Inuit bezeichneten, zusammen und fiel wahrscheinlich an der Küste Labradors im Kampf mit ihnen. Aber weder die Mannen Leifs noch die Thorvalds waren in der Neuen Welt auf ein „Hvitramannaland“ oder die verschollenen Isländer Ari Másson oder Bjǫrn Ásbrandsson gestoßen. 
Unter der Führung von Thorfinn Karlsefni (um 980–um 935), dem bedeutendsten isländischen See- und Kauffahrer jener Zeit, liefen im Jahr 1007 drei oder vier Schiffe mit etwa 160 isländischen und grönländischen Auswanderern an Bord, darunter mehreren Frauen, von der grönländischen Ostsiedlung Eystribygð mit Kurs auf Vinland aus, die sich dort dauerhaft niederlassen wollten. Thorfinn und seine Kolonisten müssen an der nordamerikanischen Ostküste viel weiter südlich als Leif oder Thorvald Eriksson gekommen sein, anscheinend bis in die Gegend des späteren Boston, New York oder gar bis Virginia, also fruchtbare Küstengegenden mit mildem Klima, die die Isländer und Grönländer als „í hópi“ (im/am Haff) bezeichneten. Thorfinns Expedition überwinterte dreimal auf nordamerikanischen Boden. In Hóp kam es nach anfänglich friedlichem Tauschhandel zwischen Wikingern und Skrälingern, wohl Algonkin-Indianern, zu Kampfhandlungen mit Toten und Verletzten auf beiden Seiten. Karlsefni und seine Leute erkannten, dass sie sich auf die Dauer gegen die Übermacht der Einheimischen nicht halten konnten und rüsteten, schwer beladen mit Produkten der Neuen Welt, vor allem Pelzwerk und Holz, zur Heimreise nach Grönland und Island. 
Bei Thorfinns Rückfahrt aus Vinland gab es einen merkwürdigen Zwischenfall. An der Küste von Markland, wahrscheinlich der heutigen kanadischen Halbinsel Labrador, überraschten seine Leute eine Gruppe Skrälinger, in diesem Fall wohl Labrador-Eskimos, und konnten dabei zwei junge Skrälinger gefangen nehmen, die, nachdem sie sich in der Sprache der Nordländer verständigen konnten, Thorfinn berichteten, „… daß Könige die Skrälinger regieren, der eine davon hieße Avaldamon … (und) ihrem Land gegenüber liege ein anderes Land, das Leute bewohnten, die weiße Kleider anhätten und Stangen vor sich hertrügen, an denen Fahnen befestigt wären … (Sie) meinten, das sei Hvitramannaland oder Groß-Irland gewesen“.
Als Thorfinns Flotte mit den meisten Auswanderern etwa im Verlauf des Jahres 1010 wieder in der grönländischen Ostsiedlung einlief, verbreiteten sich diese Neuigkeiten und fanden bei gelehrten Kreisen des mittelalterlichen Islands ihren schriftlichen Niederschlag.

### Bjǫrn Ásbrandssons letzte Zeichen
Nach der missglückten Vinlandfahrt unter der Führung von Freydís Eiríksdóttir, der Tochter Eriks des Roten, in den Jahren 1011/12, die in Leifsbúðir eine Sippenfehde zwischen Island- und Grönlandwikingern mit blutigem Ausgang verursachte, hören wir merkwürdigerweise während der nächsten 15 Jahre nichts mehr über Fahrten der Isländer oder Grönländer nach Vinland oder Hvitramannaland. 
Aber um das Jahr 1027 wurde der isländische Kauffahrer Guðleifr Guðlaugsson, ein Verwandter Thorfinns, auf der Rückfahrt von Irland nach Island im Sturm weit westwärts an unbekannte, sicherlich nordostamerikanische Gestade verschlagen. Die nordischen Quellen berichteten wie folgt darüber: „Sie konnten dort in einen geschützten Hafen einlaufen … (und es) kamen Leute auf sie zu, … die irisch sprachen. Jene ergriffen sie (Gudleif und seine Begleiter) nun alle, banden sie und führten sie landeinwärts. Dann wurden sie zu einem Thing geführt, und man hielt dort über sie Gericht. Während nun … verhandelt wurde, sahen Gudleif und seine Leute, wie eine Männerschar heran ritt, vor der ein Heerzeichen getragen wurde … (Sie) sahen, wie unter dem Heerbanner ein starker und kriegerischer Mann ritt, doch war jener schon im höchsten Alter und weiß an Haaren. Alle Männer neigten sich vor diesem Mann und begrüßten ihn wie ihren Herrn. (Er) sandte nach Gudleif und seinen Gefährten (und) redete sie in nordischer Sprache an …“
Während des Gesprächs glaubte Guðleifr in dem greisen Häuptling den einst in Island geächteten Krieger und ehemaligen Jomswikinger Bjǫrn Àsbrandsson wiederzuerkennen, zumal dieser über Island bestens Bescheid wusste. Der unbekannte Häuptling ließ nach eingehender Beratung mit seinen Getreuen die Isländer aus der Gefangenschaft frei und übergab dem Schiffsführer Geschenke für alte Bekannte auf Island mit, seiner Jugendliebe Þuríðr am Breiðafjörður und ihrem Sohn Kjartan. Zugleich übermittelte er den Nordländern folgenden warnenden Ratschlag: „…, daß er niemanden erlaube, ihn aufzusuchen, denn das ist überaus gefährlich, wenn die Leute bei der Landung nicht das gleiche Glück haben, wie ihr, denn dies hier ist ein weites Land ohne gute Hafenplätze. Und Ausländer haben hier überall mit Feindseligkeiten zu rechnen, außer wenn es so verläuft, wie es nun hier gewesen ist“. Guðleifr und seine Mannschaft stachen in See, nahmen Kurs auf Irland, überwinterten in Dublin und fuhren im Sommer 1028 zurück nach Island. Guðleifr überreichte wie versprochen die Geschenke, und jedermann am westisländischen Breiðafjörður und in Snæfellsnes war sich gewiss, dass sie nur von Bjǫrn Ásbrandsson stammen konnten.
Seitdem schweigen die Quellen über den weit in der Welt umher gekommenen und namentlich einzig bekannten isländischen Jomswikinger. Die wikingerzeitlichen Amerika-Entdeckungen der Isländer und Grönländer, sogar der Kurie in Rom bekannt, verblassten aber im Laufe der Zeit ebenso wie die Taten der kriegerischen Jomswikinger bei den Völkern des Ost- und Nordseeraumes.